# شهباز بریتانیای نو
شهباز بریتانیای نو (نام علمی: Accipiter princeps) یک گونه پرنده شکاری از خانواده بازان است. بومی پاپوآ گینه نو است.
زیستگاه طبیعی آن جنگل‌های نیمه‌گرمسیری یا دشت مرطوب نیمه‌گرمسیری و جنگل‌های کوهستانی مرطوب نیمه‌گرمسیری یا گرمسیری است. از دست دادن زیستگاه آن را تهدید می‌کند.
در گذشته توسط IUCN به عنوان نزدیک تهدید رده‌بندی می‌شد،  گمان می‌رفت که نادرتر از آنچه قبلاً تصور می‌شد باشد. پس از ارزیابی وضعیت جمعیت آن، این موضوع به درستی تایید شد و در نتیجه در سال 2008 به وضعیت آسیب‌پذیرتغییر یافت. 